# Karl Spinnler
Karl Wilhelm Spinnler (* 17. April 1875 in Liestal; † 18. Mai 1936 ebenda; heimatberechtigt ebenda) war ein Schweizer Ingenieur und Politiker.

## Leben
Spinnler studierte am Technikum Winterthur, in Paris und an der Technischen Hochschule Dresden. Spezialisiert auf Bergbahnen war er international tätig und leitete unter anderem den Bau des neuen Trassees der Wengernalpbahn, das 1910 eröffnet wurde. Im Jahr 1911 erstellte er auf den Philippinen die Bahnstrecke Manila–Baguio im Auftrag der amerikanischen Kolonialbehörden.
Nachdem Spinnler im Ersten Weltkrieg Aktivdienst geleistet hatte, liess er sich in Zürich, später in Liestal nieder. Als FDP-Regierungsrat des Kantons Basel-Landschaft leitete er von 1922 bis 1925 das Baudepartement. Von 1927 bis 1936 sass er im Gemeinderat in Liestal und war Vorsitzender des Ressorts Bau und Kanalisation.